# Anta de Santa Marta
L'anta de Santa Marta, dolmen da Portela o Forno dos Mouros és una estructura megalítica de tipus dolmen situada a Santa Marta (Penafiel), districte de Porto (Portugal). Està representat en el blasó de la seua freguesia. És Monument nacional des del 1910.
Degué aixecar-se en el III mil·lenni ae. Consta de set menhirs amb una llosa superior horitzontal. Les mesures aproximades del bloc superior són 3,3 x 2,1 m. Antigament incloïa un corredor perimetral del qual només queden 10 pilars.